# UMAX
UMAX，或稱優美克斯。是台灣的一個資訊、電子產品品牌，由力捷電腦（UMAX Computer Corporation）創立於1987年8月，最初主要產品為掃瞄器、印表機，其後逐漸擴展至個人電腦、記憶體與軟體。2004年力捷電腦更名為力廣科技（UMAX Technologies）。2013年1月28日，力廣科技經營權由海悅廣告接手。同年4月8日，公司正式更名為海悅國際開發，改以房地產作為業務主軸。UMAX品牌由世成科技經營團隊延續深耕。

## 歷史

### 力捷電腦時期
力捷電腦股份有限公司（UMAX Computer Corporation）成立於1987年8月12日，專門研發印表機和掃描機，以UMAX自有品牌行銷全球。1996年，力捷電腦取得美商蘋果電腦授權製造MacClone 系列相容電腦，開始轉型為電腦製造廠商。
1997年10月15日，力捷電腦與關係企業舉辦聯合發表會，發表UMAX的二款筆記型電腦、倚天的InterMessenger智慧型呼叫器等新產品。當時的力捷電腦已擴大形成「力捷集團」，旗下公司除力捷電腦外，尚有力晶、力藝、力新、捷元、精英、力怡、倚天等公司，年營業總額達100億以上。
力捷電腦掃描器在美國、德國、台灣、印度、印尼、以色列等地曾經都擁有30%的市場佔有率，不過在1997年蘋果電腦收回Mac電腦的相容研製專利後，力捷電腦也進行結構性的調整，並更持續於掃描器與相關的電腦週邊產品。
其後掃瞄器市場競爭激烈，因而導致虧損，力捷電腦遂於2004年減資並更名為力廣科技。

### 力廣科技時期
改名後的力廣科技（UMAX Technologies），成為以力晶半導體（PowerChip Semiconductor Corp.，簡稱：PSC）為主體的力晶集團一份子，UMAX品牌也增加記憶體系列產品。
當時集團下的相關公司與代表處有：
- 世群國際貿易（上海）有限公司（Maxium Technologies（Shanghai）Inc.）
- 世群深圳代表處（Shenzhen Representative）
- UMAX德國代表處（UMAX Systems GmbH）
- UMAX美國代表處（UMAX Technologies Inc.）

至於產品方面，大多數的電腦週邊產品皆以原有的「UMAX」品牌持續販售，包括影像掃描器、數位攝影機、液晶顯示器、輸入裝置（滑鼠、鍵盤、手寫板）等。新的業務產品如DRAM記憶體模組、Flash Memory快閃記憶卡等，也有部分以UMAX之名推行。

### 世成科技時期
世成科技股份有限公司（Novax Technologies, Inc.），創立於2003年12月，資本額新台幣15億元，是力晶半導體的子公司，主要產品為記憶體（DRAM、Flash）產品和企業入口網站（EIP）系統。
公司簡介，UMAX官網該公司主力產品為「UMAX」品牌記憶體，「Netask」品牌商務應用軟體 EIP。

## 主要產品
UMAX品牌記憶體
- DDR3 1333/ 1600系列

- DDR4 2400/ 2666/ 3200系列
- DDR5 4800系列

UMAX品牌固態硬碟
- SATA S330 240GB/ 480GB/ 960GB

- M.2 M800 256GB/ 512GB/ 1TB

- M.2 M1300 1TB/ 2TB

- M.2 M1500 1TB/ 2TB

「Netask」品牌商務應用軟體 EIP

## 外部連結
- UMAX官方網站（台灣）-世成科技 （页面存档备份，存于） -（正體中文／英文）-
- UMAX官方網站（美國） （页面存档备份，存于） -（英文）
- SuperMac Insider網站 - （英文）
- 非官方的SuperMac電腦支援網站 （页面存档备份，存于） - （英文）

Template:全球硬碟設備公司